# Kosmos 303
O Kosmos 303 (em russo: Космос 303) também denominado DS-P1-Yu Nº 25, foi um satélite artificial soviético lançado ao espaço com sucesso no dia 18 de outubro de 1969 através de um foguete Kosmos-2I a partir do Cosmódromo de Plesetsk.

## Características
O Kosmos 303 foi o vigésimo quinto membro da série de satélites DS-P1-Yu e o vigésimo terceiro lançado com sucesso após o fracasso dos lançamentos do segundo e do vigésimo terceiro membros da série. Sua missão era auxiliar sistemas antissatélites e antimíssil soviéticos.
O Kosmos 303 foi injetado em uma órbita inicial de 492 km de apogeu e 282 km de perigeu, com uma inclinação orbital de 71 graus e um período de 91,9 minutos. Reentrou na atmosfera terrestre em 23 de janeiro de 1970.